# Abstrakte Malerei

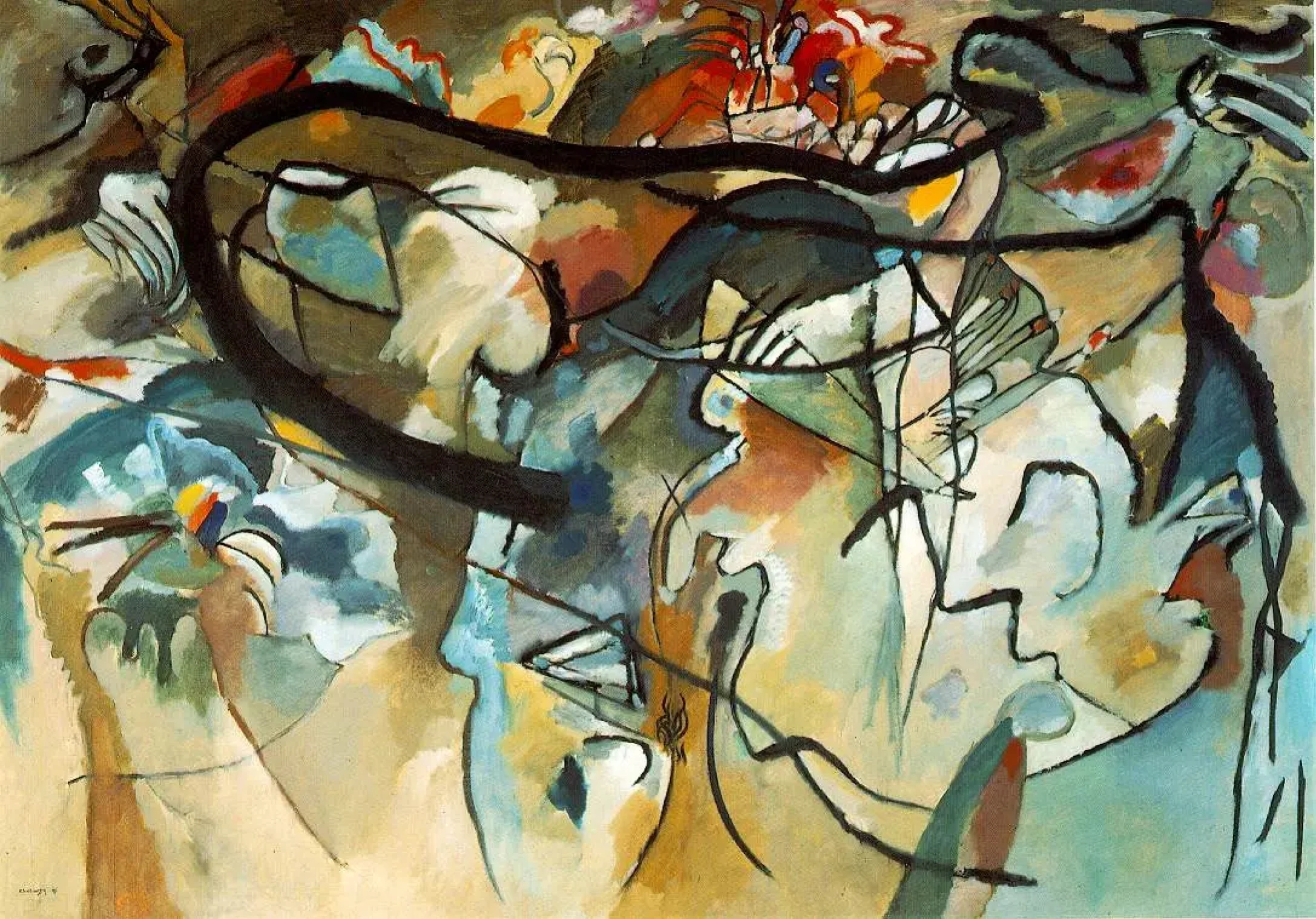
Wassily Kandinsky: Das Jüngste Gericht/Komposition V, 1911

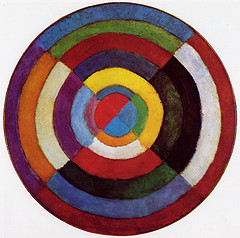
Robert Delaunay: Disque simultané, 1912/13

Abstrakte Malerei (von lat. abstrahere: abziehen, trennen) oder auch Absolute Malerei (siehe hierzu → Abstrakte Kunst) ist ein Sammelbegriff für verschiedene Strömungen nicht gegenstandsbezogener Malweisen der Klassischen Moderne.
Als Abstrakte Malerei wird ein Ordnen oder Komponieren mit Farben, Kontrasten, Linien und geometrischen Formen ohne absichtliche Abbildung von Gegenständen oder das – ohne Kompositionsabsicht – gestische Auftragen von Farben auf Leinwand (Action Painting, Informel) bezeichnet.
In der Abstrakten Malerei vollzog sich ein Bruch mit einem der Grundprinzipien der historisch gewachsenen abendländischen Malerei. Bis zu Beginn des 20. Jahrhunderts war der Bezug zu real existierenden Objekten universaler und stilunabhängiger Bezugspunkt künstlerischen Schaffens.

## Begriff

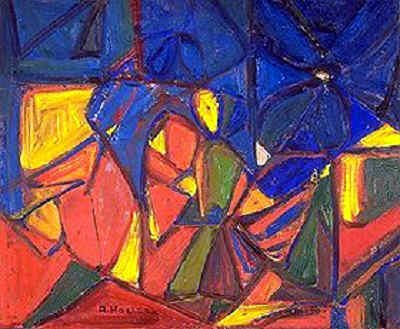
Adolf Hölzel: Abstraktion II, 1915/16, Öl auf Leinwand, Staatsgalerie Stuttgart

Unter dem Begriff der Abstrakten Malerei versteht man die Tendenz, jeden Bezug zur Gegenständlichkeit zu vermeiden und das Gemalte auf Form- und Farbklänge und ihre innerbildlichen Bezüge und Gegensätze zu beschränken.
In der ersten Hälfte des 20. Jahrhunderts wurde der Abstraktions-Begriff in Bezug auf die Bildende Kunst ständig erweitert. Abstrakte Malerei konnte schließlich jede beliebige Form einer vereinfachenden, die Natureindrücke reduzierenden Darstellung bezeichnen.

## Die Anfänge der Abstrakten Malerei um 1910

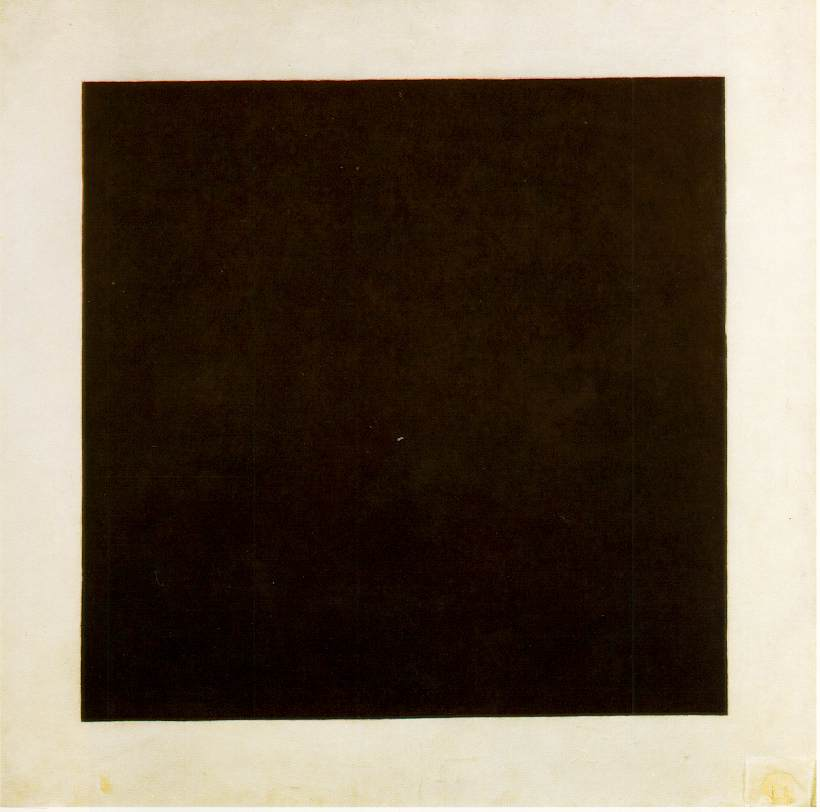
Kasimir Malewitsch – Schwarzes Quadrat, 1915

Der Weg in die reine Abstraktion wird in der Kunstrezension als eine notwendige Entwicklung innerhalb allgemeiner Tendenzen der Klassischen Moderne angesehen. So wird die Abstrakte Malerei als eine Konsequenz des Neoimpressionismus, Fauvismus, Expressionismus und Kubismus aufgefasst.
Die Anfänge rein abstrakter Malerei liegen in der Zeit nach 1910. Zu den maßgeblichen Begründern werden Wassily Kandinsky, František Kupka, Piet Mondrian und Robert Delaunay gezählt. Eines der radikalsten und kontroversesten Werke der Abstrakten Malerei ist das berühmte Schwarze Quadrat von Kasimir Malewitsch, das im Jahr 1915 erstmals ausgestellt wurde.

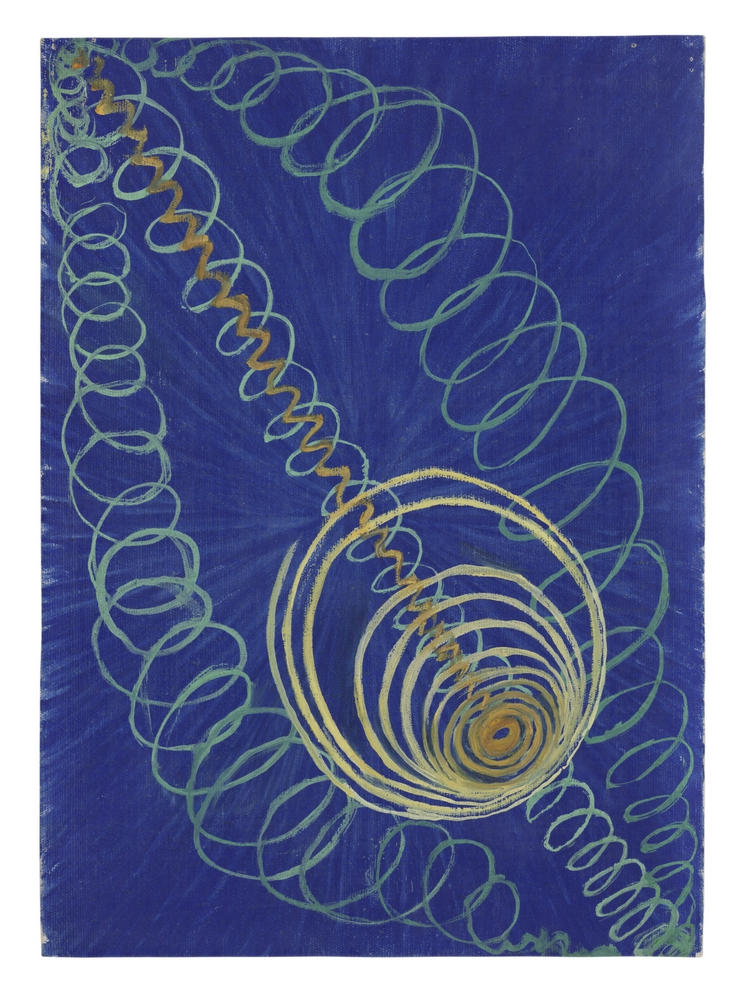
Hilma af Klint – Ursprüngliches Chaos Nr. 16, 1906/1907

Wer das erste abstrakte Werk geschaffen hat, ist allerdings umstritten. Dass es Kandinsky gewesen sei, der im Jahr 1910 als erster ein vollkommen abstraktes Aquarell ohne Titel geschaffen habe, wird inzwischen angezweifelt. Es wird angenommen, dass es vordatiert ist und als Studie zu Komposition VII aus dem Jahr 1913 gedient haben könnte. Nach neuesten Erkenntnissen soll die von Okkultismus, Spiritismus und Theosophie angeregte schwedische Malerin Hilma af Klint bereits 1906 das erste abstrakte Bild gemalt haben. Allerdings blieb ihr erst jüngst entdecktes Werk seiner Zeit vollkommen unbekannt und gewann daher keinerlei Einfluss auf die Entwicklung der abstrakten Malerei.
Als erster stellte František Kupka 1912 im Pariser Salon d’Automne völlig abstrakte Bilder aus und erregte damit enormes Aufsehen.
In der Entstehungszeit der Abstrakten Malerei gab es keine bestimmte Gruppierung von Künstlern, die sich allein dieser neuen Richtung in der Malerei verschrieben hatte. Die nicht gegenstandsbezogen arbeitenden Maler gehörten verschiedenen, mehr oder weniger unabhängig wirkenden Strömungen an.
Die neue malerische Sichtweise verbreitete sich nach 1910 rasch in Europa. Im Jahr 1913 kann man bereits von einer „Mode“ sprechen. Heute ist die Abstrakte Malerei integraler Bestandteil der Kunst der Moderne.
Als im Kontext bedeutsam wird die etwa zeitgleiche Entstehung der atonalen Musik Arnold Schönbergs angesehen.

## Abstraktion in der Malerei vor 1910

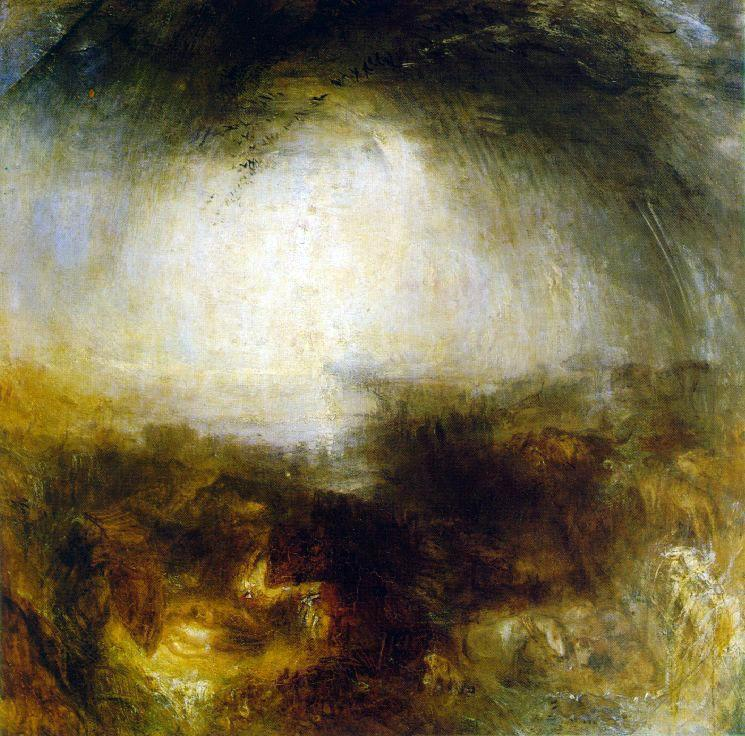
William Turner: Shade and Darkness – the Evening of the Deluge, 1843. Öl auf Leinwand, 79 × 79 cm

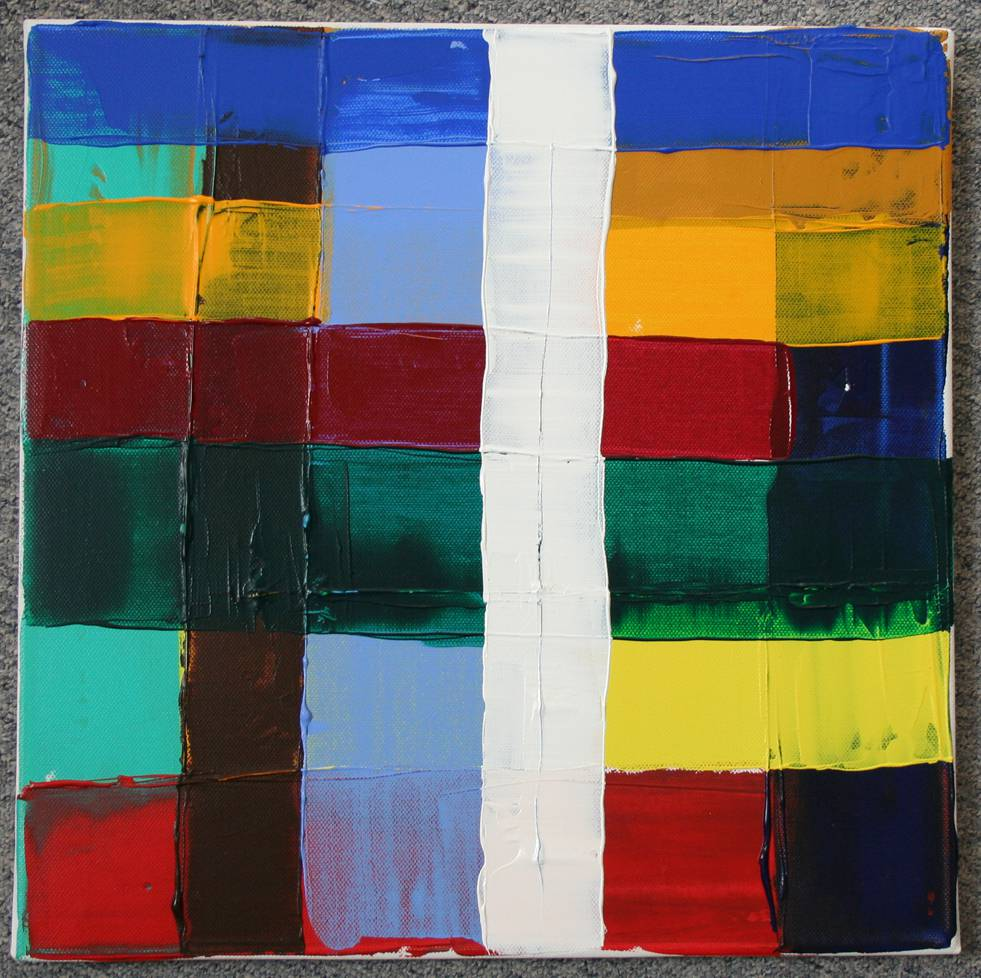
Beispielbild des Genres Farbfeldmalerei

Bereits im 19. Jahrhundert entstanden Gemälde und Grafiken ohne direkt erkennbaren Bezug zum Gegenstand. Hunderte solcher Bilder finden sich beispielsweise im Werk des englischen Malers William Turner, des französischen Dichters und Zeichners Victor Hugo sowie des französischen Symbolisten Gustave Moreau. Auf der diskursiven Ebene wird die Idee einer abstrakten Malerei erstmals in der Frühromantik fassbar. Eine Generation später beschreibt Gottfried Keller, der in der Jugend eine Ausbildung zum Maler durchlaufen hatte, in seinem autobiografischen Roman Der grüne Heinrich, wie der Protagonist eine abstrakte Zeichnung verfertigt, worauf sein Malerfreund Erikson – wenn auch nur ironisch – das Zeitalter der gegenstandslosen Kunst, verbunden mit der Utopie einer egalitären Gesellschaft, ausruft. Das Studium der Wirkungen von Linien und Farben im Sinne abstrakt formaler Darstellungsprinzipien wurde vor 1900 fast ausschließlich im Atelier betrieben. Vielen traditionellen Werken lagen abstrakte Vorstudien und Skizzen zugrunde. In diesem Sinn lag „die Errungenschaft der Avantgarde um 1912 nicht in der Erfindung der Abstraktion“, „sondern darin, dass diese zum Kunstwerk erklärt wurde.“
Die Hauptvertreter der ersten Bewegungen der Klassischen Moderne, des Fauvismus und des Kubismus, Henri Matisse und Pablo Picasso, vollzogen den letzten Schritt zur vollständigen Abstraktion nicht. Sie vertraten den Standpunkt, dass auf diese Weise die Abstraktion nur imitiert werde. Erst um 1910 entstand die erste größere Welle rein abstrakt malender Künstler. Es entwickelten sich strenge abstrakte Richtungen wie der Konstruktivismus oder der Suprematismus.

## Unterschiedliche abstrakte Tendenzen in der Malerei
Die abstrakte Malerei zerfiel nach ihrer Entstehung rasch in eine Reihe von Stilen. Ihre stilübergreifende Einteilung in eine expressive Abstraktion (Kandinsky) und eine geometrische Abstraktion (Malewitsch, Theo van Doesburg, Piet Mondrian) bzw. in eine lyrische und eine konstruktiv-geometrische Richtung hat wesentlich äußerliche Merkmale im Auge, weniger methodische Unterschiede. Sogar im Surrealismus kamen abstrakte Prinzipien zur Anwendung (vgl. Automatismus). Bekanntester Vertreter des später so benannten abstrakten Expressionismus bzw. des Action Painting wird der Amerikaner Jackson Pollock; bahnbrechend waren hier jedoch andere Maler, so der französische Surrealist André Masson.

## „Malerei“ von Tieren

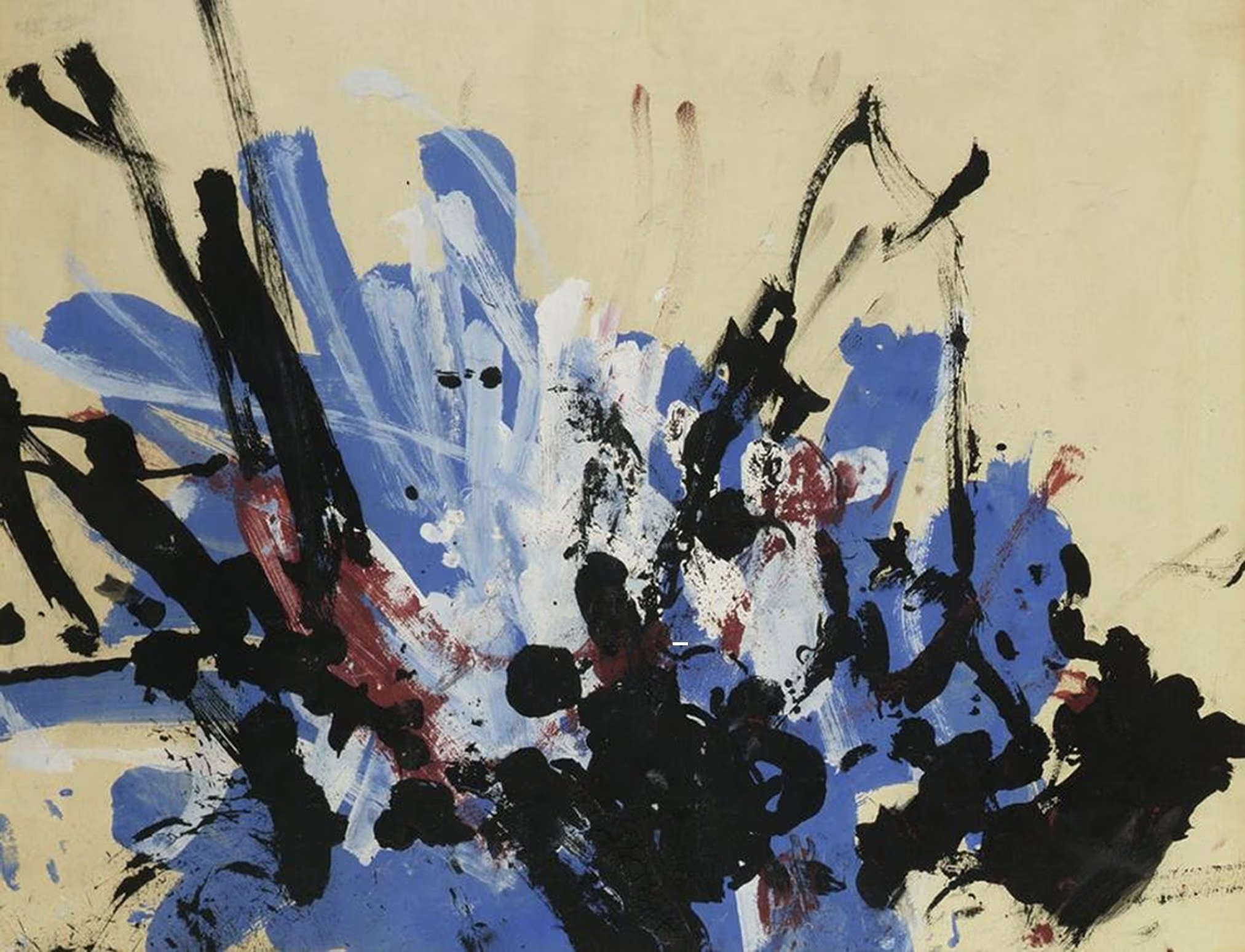
Ein Bild von Congo

Der 1954 geborene Schimpanse Congo malte „abstrakte“ Bilder, von denen einige in einer Kunstausstellung in London präsentiert wurden. Die Bilder wurden von Kunstkennern zu hochrangigen Werken abstrakter Kunst erklärt. Nach Bekanntgabe des Künstlers kam es zu hitzigen Diskussionen über die Kunstwürdigkeit solcher Arbeiten.

## Kritik
Abstrakte Malerei erfuhr von Anfang an neben begeisterter Aufnahme und Verteidigung auch polemische und ernsthafte Kritik. Bedeutende Künstler und Kunsthistoriker standen ihr kritisch bis ablehnend gegenüber.
Die Abstrakte Malerei hatte es schwer, vom Publikum, aber auch von der Kunstkritik aufgenommen und akzeptiert zu werden. Sie stieß aufgrund ihrer Abweichung vom etablierten Kunstbegriff und durch ihren Verzicht auf die gegenständliche Abbildung beim breiten Publikum auf Missfallen. Es wurde geäußert, dass es sich nicht um Kunst handle und weder künstlerische Begabung noch handwerkliches Können zu ihrer Erstellung notwendig seien. Die oben erwähnten Beispiele von malenden Schimpansen wurden häufig von Kritikern der Abstrakten Malerei in polemischer Weise angeführt.
In andere Richtung geht die Kritik, Abstrakte Malerei, vornehmlich der Abstrakte Expressionismus, sei im Kalten Krieg funktionalisiert worden. Danach subventionierte die CIA Jackson Pollock und andere Abstrakte Expressionisten im Wege des Congress for Cultural Freedom und in Übereinstimmung mit der Förderungspolitik der Rockefeller Foundation und der Ford Foundation. Während Stalin in seinem unmittelbaren Machtbereich den «sozialistischen Realismus» forcierte, bot sich so nach dem Krieg die Abstrakte Malerei im zerstörten Europa als Demonstration politischer und künstlerischer Fortschrittlichkeit und Freiheit (ohne sozialkritische Botschaft) an.

## Vertreter der Abstrakten Malerei (Auswahl)
| - Josef Albers (1888–1976), Deutschland. - Lucy Baker (* 1955), USA. - Marcel-Louis Baugniet (1896–1995), Belgien. - Max Bill (1908–1994), Schweiz. - Alberto Burri (1915–1995), Italien. - Olivier Debré (1920–1999), Frankreich. - Raoul De Keyser (1930–2012), Belgien. - Willem de Kooning (1904–1997), USA. - Robert Delaunay (1885–1941), Frankreich. - Jean Dubuffet (1901–1985), Frankreich. - Christian Eckart (* 1959), Kanada. - Jean Fautrier (1898–1964), Frankreich. - Lucio Fontana (1899–1968), Italien. - Sam Francis (1923–1994), USA. - Helen Frankenthaler (1928–2011), USA. - Terry Frost (1915–2003), Großbritannien. - Sam Gilliam (1933–2022), USA. - Karl Otto Götz (1914–2017), Deutschland. - Katharina Grosse (* 1961), Deutschland. - Hans Hartung (1904–1989), Frankreich. - Mary Heilmann (* 1940), USA. - Gerhard Hoehme (1920–1989), Deutschland. - Hans Hofmann (1880–1966), Deutschland und USA. - Adolf Hölzel (1853–1934), Deutschland. - Hildegard Joos (1909–2005), Österreich. - Wassily Kandinsky (1866–1944), Russland, Deutschland und Frankreich. - Lajos Kassák (1887–1967), Ungarn. - Hilma af Klint (1862–1944), Schweden. - Yves Klein (1928–1962), Frankreich. - Willem de Kooning (1904–1997), USA. - Lee Krasner (1908–1984), USA. - František Kupka (1871–1957), Tschechien. - El Lissitzky (1890–1941), Russland. - Christoph Luger (* 1957), Österreich. - Kasimir Malewitsch (1878–1935), Russland. - Piero Manzoni (1933–1963), Italien. | - Agnes Martin (1912–2004), USA. - Georg Meistermann (1911–1990), Deutschland. - Ludwig Merwart (1913–1979), Österreich. - Joan Mitchell (1925–1992), USA. - László Moholy-Nagy (1895–1946), Ungarn - Piet Mondrian (1872–1944), Niederlande - Robert Motherwell (1915–1991), USA - Josef Müller (1936–2021), Deutschland. - Ernst Wilhelm Nay (1902–1968), Deutschland. - Heinrich Neuy (1911–2003), Deutschland. - Barnett Newman (1905–1970), USA. - Kenneth Noland (1924–2010), USA. - Jules Olitski (1922–2007), USA. - Blinky Palermo (1943–1977), Deutschland. - Graham Peacock (* 1945), Kanada. - Jackson Pollock (1912–1956), USA. - Serge Poliakoff (1900–1969), USA. - Larry Poons (* 1937), USA. - David Reed (* 1946), USA. - Gerhard Richter (* 1932), Deutschland. - Otto Ritschl (1885–1976), Deutschland. - Karl Peter Röhl (1890–1975), Deutschland - Mark Rothko (1903–1970), USA. - Robert Ryman (1930–2019), USA. - Julian Schnabel (* 1951), USA. - Bernard Schultze (1915–2005), Deutschland. - Emil Schumacher (1912–1999), Deutschland. - Herbert Spangenberg (1907–1984), Deutschland. - Frank Stella (1936–2024), USA. - Pierre Soulages (1919–2022), Frankreich. - Antoni Tàpies (1923–2012), Spanien. - Mark Tobey (1890–1976), USA. - Cy Twombly (1928–2011), USA. - Theo van Doesburg (1883–1931), Niederlande. - Victor Vasarely (1906–1997), Frankreich. - Fritz Winter (1905–1976), Deutschland. - Wols (1913–1951), Deutschland und Frankreich. |